# Arturo Guerrero
Arturo Guerrero Moreno (León, 30 agosto 1948) è un ex cestista e allenatore di pallacanestro messicano.

## Carriera
Con il Messico ha disputato due edizioni dei Mondiali (1967, 1974), due dei Giochi olimpici (1968 e 1976), oltre ai Giochi panamericani 1967, in cui ha conquistato l'argento, e ai Campionati americani 1980.